# Carl Friedrich von Ledebour

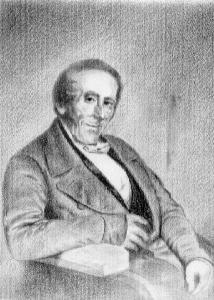
Carl Friedrich von Ledebour

Carl Friedrich von Ledebour (Stralsund, 8 juli 1786 – München, 4 juli 1851) was een Duits-Estse botanicus die onder meer verbonden was aan de Universiteit van Tartu in Estland. Hij schreef onder andere Flora Altaica en Flora Rossica waarin de planten uit respectievelijk het Altajgebergte en het Russische rijk beschreven worden. 
Naar Von Ledebour zijn de geslachten Ledebouria en Ledebouriella vernoemd, alsook de soort Trollius ledebourii.
- Biblioteca Nacional de España: XX1677791
- Author citation (botany): Ledeb.
- Gemeinsame Normdatei: 116851376
- International Standard Name Identifier: 0000 0000 8389 3211
- Library of Congress Control Number: no95028035
- Nationale Bibliotheek van Tsjechië: mub20221145850
- Nationale bibliotheek van Australië: 35600078
- Nationale Bibliotheek van Israël: 987007342157205171
- Nationale Bibliotheek van Polen: a0000001706661
- Nederlandse Thesaurus van Auteursnamen: 291317367
- LIBRIS: 235580
- Système universitaire de documentation: 191289965
- Museum of New Zealand Te Papa Tongarewa: 58357
- Trove: 1010136
- Virtual International Authority File: 4904151778221618130007